# 山东省泰安第一中学
山东省泰安第一中学，简称泰安一中，是一所位于中华人民共和国山东省泰安市的完全中学，始建于1899年。
泰安一中先后经历萃英中学（The Ts'ui Ying Academy）、泰安中学、山东省泰安第一中学三个发展阶段，现为山东省首批办好的十九所重点中学之一、省级规范化学校、省级特色高中，现任校长靳启华。
经多次合并，山东省泰安第一中学现由泰安一中青年路校区、泰安一中新校区组成。原虎山路校区（原泰山现代中学）、长城路校区（西校，原山东省泰安贸易学校）已撤销。2021年8月，泰安市实验学校将初中部整体移交给泰安一中，在青年路校区组建泰安一中初中部。

## 历史沿革

### 萃英中学时期（1899—1948）
1874年（清同治十三年），美国教会卫理公会教士刘海澜（Hiram Harrison Lowry）、沃克等来到泰安，进行传教活动。1878年（清光绪四年）美国传教士朗登（Wilbur Cummings Longden），奉北京华北年议会会督委派，到泰安传教，并在登云街购地设教堂，传道讲学。1891年清政府“废科举、兴学堂”，先后颁布了《钦定学堂章程》和《奏定学堂章程》，美英等国教会也凭借对中国的不平等条约取得的合法权利，广揽教徒，招收学生。学习《圣经》，宣讲教义，兼学中国文字。1898年5月，清政府谕令，各省府厅、县政书院设学校皆颁给《京师大学堂章程》。“其他地方自行捐办义学社，亦令一律中西兼习；绅民如能建学堂，酌奏请给奖”，自此，各地大兴办学。
1899年，美国美以学会派牧师郑乐德夫妇常驻泰安，在泰城登云街建大礼堂，并创办学堂，招收学生百余人。男女分校，男校叫“学道房”（又叫谈道所），女校叫“散书房”。在学习内容方面除“圣经”、“教义”外，开始教授数理知识，并规定了学制。至此初步形成了学校的规模。
1900年，“学道房”改名为“成美馆”。
1905年，男女校增加中学课程。“成美馆”改称为“泰安私立萃英中学”（The Ts'ui Ying Academy），“散书房”改称为“泰安私立德贞女子中学”。取“荟萃英杰”之意和“崇尚德贞”之意，美国牧师郑乐德为校长。
1912年，美国教士韩丕瑞（Perry Oliver Hanson）来泰安主持教会事务，同年在校内建小北楼，主要解决教师和学生住宿。1915年学校人数包括低级小学、高级小学和初中，在校生近千人。1917年2月教会为适应学生规模，又购地建教学楼一座，中学有291名在籍学生。
1923年学校增设高中班。

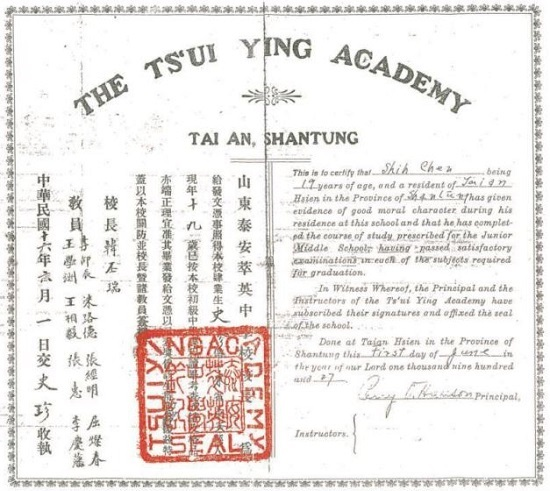
由萃英中学（The Ts'ui Ying Academy）颁发的文凭证书，1927

1926年，中国共产党在学校秘密成立中共泰安萃英支部，是中国共产党在泰安地区最早建立的四个党支部之一。
1932年8月学校申请山东省政府备案，接受山东省教育厅领导。是时有高、初中各四个班，学生400余人，应届毕业生29人。1933年取消高中，学校改名为“泰安私立萃英及德贞中学”
1935年9月，德贞女子初级中学与萃英中学合并，为萃英中学之女生部，共计在校生300多人，其中基督教徒65人。1936年暑假参加全省中学毕业会考者26人，均及格，其中1人成绩优良，教育厅批准免试升学。
1938年元旦后，日寇侵占泰安，学校作为营房。“校内图书及一切器俱等物有部分被前泰安伪中学校长刘绪志搬去。所有剩余之木器，有被泰安各伪机关占用者，有被伪县府督学，以致萃英员周尧盗卖者，有被伪县立小学校长赵国顺搬去者，中学校‘空无一物’”，萃英中学停课。部分教职员投奔到县立初级中学，如校长杨学贤、数学教员屈灿春、史地教员石经校、动植物教员李仰晨等。1946年1月萃英中学复学。校长由中国人梁史平担任，与董事长汪圣农等在无教会支持的情况下，继续办学。
1947年10月，因战乱，萃英中学迁至济南。在经七路纬二路庆祥街2号租用房舍开学。校长杨学贤，董事长马伯声，教职员11人，校役2人，计高、初中各一班，学生60余名。
1948年秋，济南解放，学校停办。

### 战后恢复时期（1948—1956）
1948年10月，济南战役结束。同年9月，中共中央华东局在青州召开了全省第三次教育工作会议，公布了《关于恢复教育工作的指示》。10月孙备五受命带领徐淮、邹键等十几名同志，第二次来到泰安，以北海币50元的经费，在泰城登云街萃英中学原址，着手于泰安中学的恢复工作，共招生初中5个班学生202人。到1949年，教职工有52人，学生288人。
此时的萃英中学分为南北两院，各有围墙。北院是日伪时期的兵营，院内断壁残垣，野草过膝，弹坑遍地。南院房舍较好，多数住着教会人员和部分城市居民。全体师生发扬解放区办学的优良传统，一面坚持学习，一面劳动建校，建立了良好的教学秩序。
学校开学后，把撤离时埋在城东上高、祝阳一带和藏在老百姓家中的图书，桌、凳找回一些。根据1949年2月统计，实验室只有酒精灯1个，玻璃杯2个，试管6只，生理卫生挂图1套，图书共有370种，1065册。卫生室只有解热剂、镇静剂、强心剂、健胃剂等9种药品。
1953年秋，孙备五校长和代总务主任李兆璞到省教育厅要求，并通过泰安县政府和民族委员会协调，用小麦7800斤，将学校南北两院之间的16.5亩土地征购下来，使校园南北贯通。此后，又开辟了操场，新建食堂1座，整修教师宿舍42间，使办学条件有了较大改善。
1952年，学校招收高中班成为完全中学，经省人民政府命名为“山东省泰安第一中学”。
1960年，泰安一中被省教育厅定为山东省首批重点中学。

## 历任校长

### 萃英中学时期
| 姓名   | 职务 | 时期          | 籍贯                   |
| 郑乐德 | 校长 | 1899年-1912年 | 美国传教士             |
| 韩丕瑞 | 校长 | 1913年-1917年 | 美国牧师               |
| 曾学礼 | 校长 | 1912年-1922年 | 美国牧师               |
| 赫巴德 | 校长 | 1923年-1926年 | 美国牧师               |
| 韩丕瑞 | 校长 | 1927年-1931年 | 美国牧师               |
| 王长泰 | 校长 | 1931年-1933年 | 中国牧师               |
| 李仰辰 | 校长 | 1934年-1936年 | 中国牧师（山东泰安籍） |
| 文荣泰 | 校长 | 1936年-1937年 | 中国牧师               |
| 韩丕瑞 | 校长 | 1938年-1939年 | 美国牧师               |
| /      | /    | 1939年-1945年 | 学校停办               |
| 梁史平 | 校长 | 1946年-1947年 | ？                     |
| 杨学贤 | 校长 | 1947年-1948年 | ？                     |

### 泰安中学及山东省泰安第一中学时期
| 姓名   | 职务       | 时期          | 籍贯         |
| 吕济川 | 校长       | 1962年—1964年 | 河北省邑武县 |
| 冯立明 | 校长       | 1984年—1985年 | 山东省泰安市 |
| 蓝建华 | 校长       | 1986年—1992年 | 福建省上杭县 |
| 孙立才 | 校长       | 1992年—1996年 | 山东省莱芜县 |
| 蔺振友 | 副校长挂职 | 1992年—1993年 | 山东省泰安市 |
| 刘高鹏 | 校长       | 1996年—2003年 | 山东省莱芜市 |
| 张勇华 | 校长       | 2003年—2010年 | 山东省宁阳县 |
| 桑爱民 | 校长       | 2010年—2017年 | 山东省宁阳县 |
| 常希贞 | 校长       | 2017年—2020年 | 山东省新泰市 |
| 李万国 | 校长       | 2020年—2022年 |              |
| 靳启华 | 校长       | 2022年—       |              |

## 校园设施

### 老校区
泰安一中老校区位于泰安市泰山区青年路117号，占地83.5亩，含高中部3个年级、初中部2个年级（初二、初三暂借泰安市实验学校校园）。

### 新校区

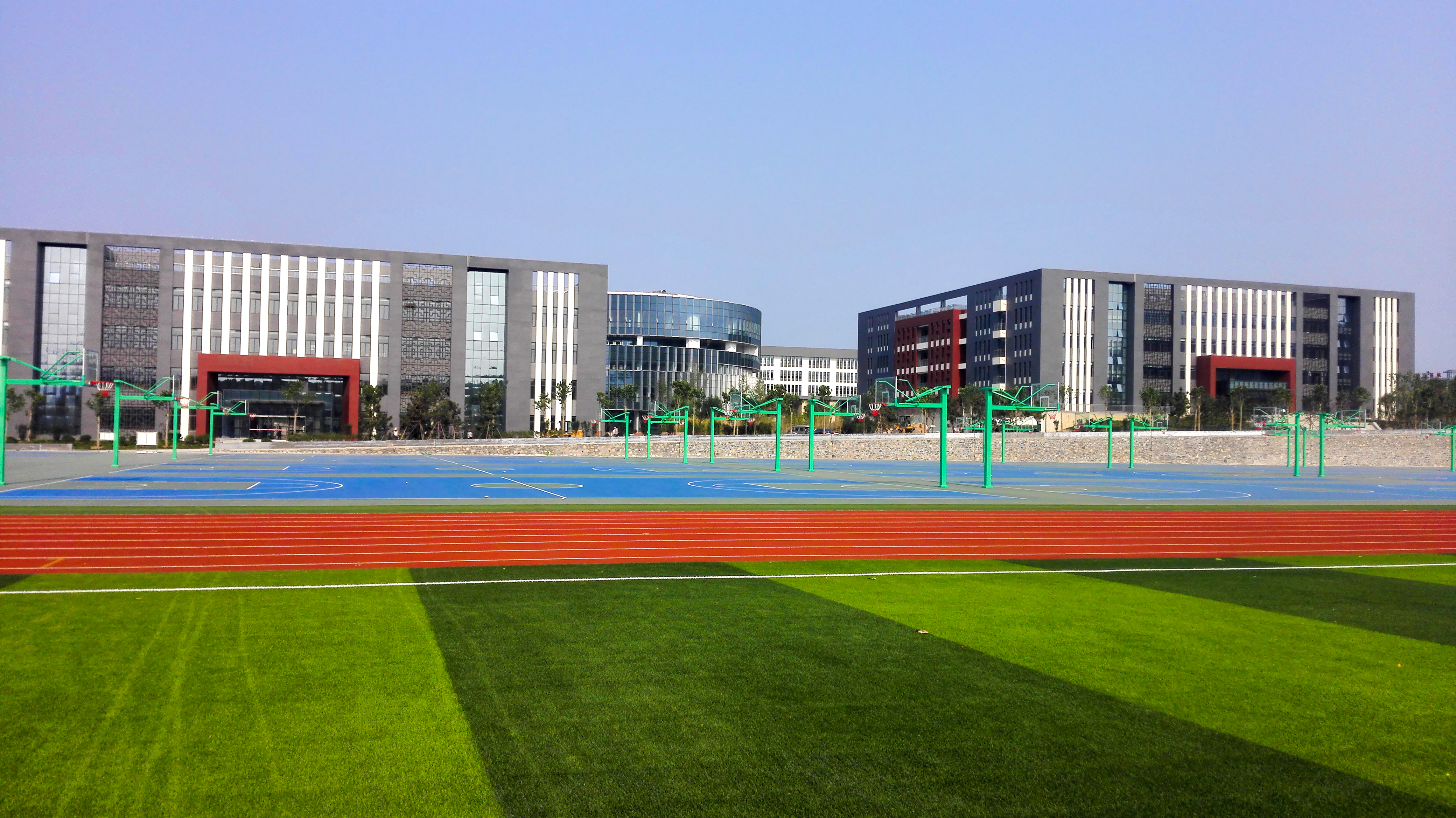
泰安一中新校运动场

泰安一中新校区位于泰安市高新技术产业开发区南天门大街3367号，临近泰山国际学校、山东中药技术学院、山东第一医科大学。附近有28路，44路，56路公交车到达。
学校规划面积508.07亩，办学规模96个教学班、4800名学生。建筑面积15.14万平方米，室外运动场地、科技活动用地等总面积9.8万平方米，绿化面积约14万平方米，总投资6.5亿元。

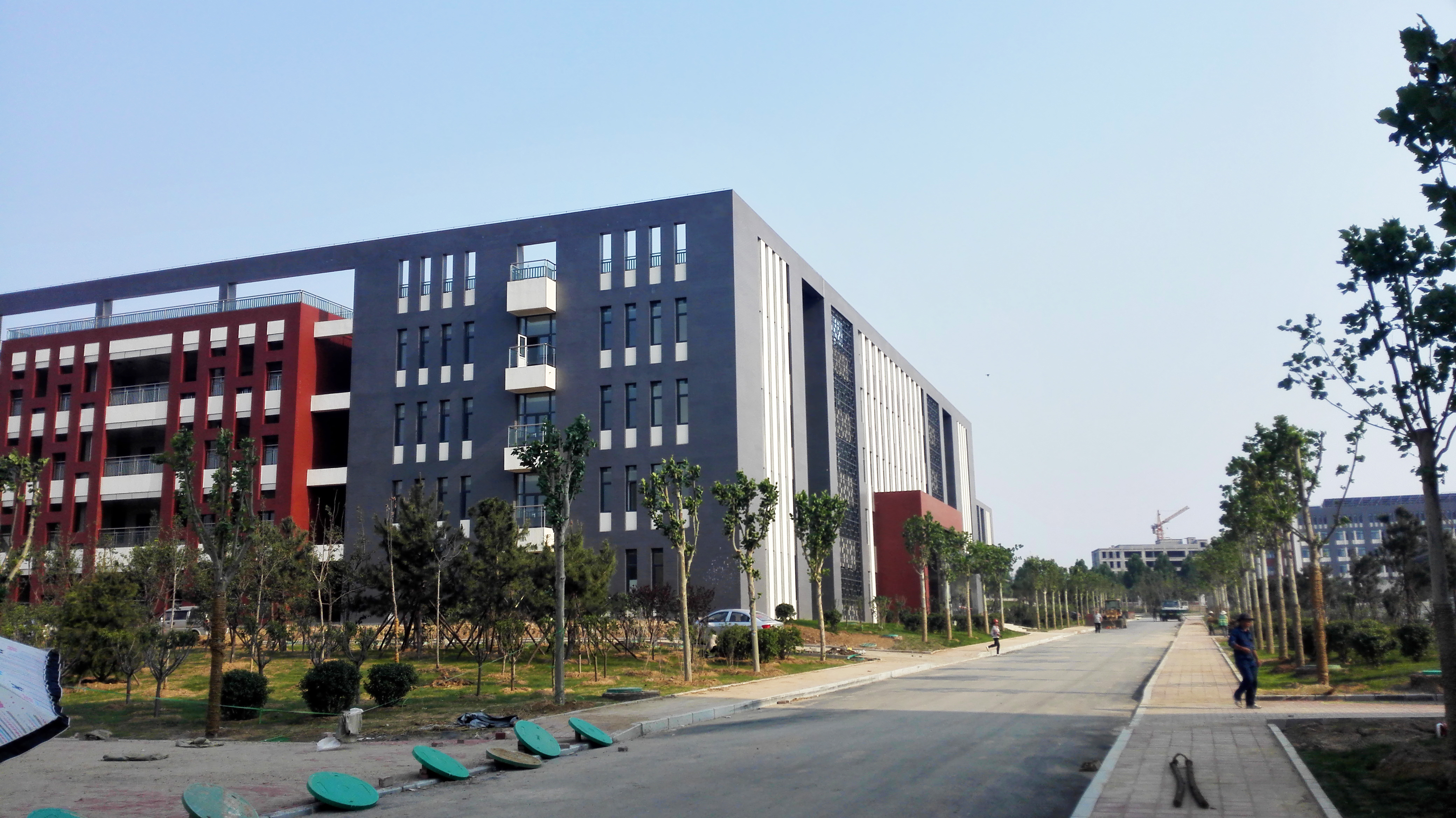
泰安一中新校教学楼

教室内配备有高速无线网络、大屏幕电脑一体机、数字广播音箱等设备，能利用无线终端进行电子化教学和学习。教学楼和科学楼内均装有空调新风系统，配有PM2.5过滤装置，可以有效净化空气，提供良好的课堂环境。教学楼每层都设有活动露台，利于学生课间放松、活动、交流。图书馆每层有露天阅读区域，面向校园不同方向，向北可远眺泰山。
泰安一中新校区采取寄宿制。学生宿舍按4人一间设置，每间宿舍都设有太阳能加电辅热淋浴系统和洗手间，每层宿舍还设有公共自习室，以满足夜间学习需要。

## 知名校友
- 刘承钊，动物学家、教育家。中国科学院院士（学部委员），华西大学校长。中国两栖爬行动物学的主要奠基人。
- 毕德显，电子学家。中国科学院院士。中国雷达工程专业的主要创始人。
- 王传祯，辐射加工专家。原中国核工业第二研究设计院研究员、辐照技术研究所所长。中国首位劳伦斯奖 （页面存档备份，存于）获得者。
- 岳喜翠，中国人民解放军空军少将，原广州军区空军副参谋长，第十一届全国政协委员。中国第一位女飞行员将军。
- 刘文力，中国人民解放军空军少将，第十二届全国人民代表大会解放军代表。
- 陈朝晖，中国海洋大学教授、博士生导师，中国海洋大学研究生院常务副院长、物理海洋教育部重点实验室副主任。国家自然科学二等奖获得者。
- 华敬东，世界银行副行长兼司库。
- 项堃，中华民国大陆时期及中华人民共和国电影、话剧演员。中国民主同盟中央委员，第六、七届全国政协委员。
- 吕凉，中国内地演员，上海话剧艺术中心艺术总监。中国戏剧梅花奖获得者。

## 纪念活动

### 一百二十周年校庆
二零一九年十一月二日，山东省泰安市第一中学成功举办了120周年校庆。泰安一中120周年校庆——" 继承百年传统，再铸时代辉煌 " 文艺汇演在泰安一中新校区艺术楼举行。泰安一中校友，老教师纷纷前来参观。每位与会校友都收到一份纪念品，据说里面记载着学校收录的从建校初期至今班级的学生姓名。学校的在校学生、民乐团、在职教师、离退休教师、教师的孩子等登台展示了合唱、舞蹈、乐器、配乐朗诵、音乐剧、现代京剧、啦啦操、花式篮球等表演。